# 酒井忠輝
酒井 忠輝（さかい ただてる、1974年（昭和49年）1月4日 - ）は、豪州の実業家、馬術選手、エクインターナルジャパン株式会社 代表取締役社長、雅楽頭系酒井家宗家29代目。AB型。

## 略歴
- 1974年（昭和49年）1月4日 - 旧姫路藩主酒井家23代、雅楽頭系酒井家宗家28代当主・酒井忠紀の長男として東京都に生れる。
- 1992年（平成4年） - 学習院高等科卒業
- 中央大学商学部卒業
- 1996年（平成8年） - オーストラリアに渡る。
- クイーンズランド大学で英語を学ぶ。
- シャフストンビジネスカレッジ入学。
- BJカネトWarmblood生産育成センター勤務
- ゴールドコストポロ＆カントリークラブ 乗馬センター長
- 2003年（平成15年） - エクインターナル（株）代表取締役社長に就任

## 馬術競技受賞歴

### 優勝歴
- 2002年（平成14年） - 「全豪ヤングホース障害選手権」 障害　（外国人選手初優勝）
- 2003年（平成15年） - 「QLD州A&Bグレード　インドアー障害飛越選手権」 障害
- 2004年（平成16年） - 「QLD州ヤングホース障害飛越選手権」 障害
- 2004年（平成16年） - 「QLD州障害選手権Part 1　Cグレード」 障害
- 2004年（平成16年） - 「QLD州障害選手権Part 2　B&Cグレード」 障害
- 2006年（平成18年） - 「QLD州障害選手権Part 1　C&Dグレード」 障害

### 準優勝歴
- 1995年（平成7年） - 「関東学生馬術選手権」 障害・馬場
- 1995年（平成7年） - 「全日本学生馬術選手権」 障害・馬場
- 2000年（平成12年） - 「QLD州ヤングホース馬場選手権」 馬場
- 2004年（平成16年） - 「QLD州ヤングホース馬場馬術選手権」 馬場
- 2005年（平成17年） - 「QLD州障害選手権Part 1　Dグレード」 障害
- 2005年（平成17年） - 「QLD州障害選手権Part 2　Cグレード」 障害
- 2006年（平成18年） - 「QLD州ヤングホース馬場チャンピオンシップ」 馬場
- 2007年（平成19年） - 「QLD州障害選手権Part 1　Cグレード」 障害

## 親族
- 高祖母の父：三條実實 - 三条家31代目当主、 公卿、公爵、太政大臣、臨時内閣総理大臣
- 高祖父：酒井忠興 - 雅楽頭系酒井家宗家25代当主、伯爵、植物研究家
- 曾祖父：酒井忠正 - 雅楽頭系酒井家宗家26代当主、伯爵、元日本中央競馬会理事長、横綱審議委員会初代委員長
- 祖父：酒井忠元 - 雅楽頭系酒井家宗家27代当主
- 祖母：酒井美意子 - 前田利為（旧加賀藩主16代目当主、侯爵） 長女、評論家
- 父：酒井忠紀 - 雅楽頭系酒井家宗家28代当主
- 母：酒井峰子 - 倉石濱治 三女
- 妻：酒井央絵
- 娘：酒井杏奈、酒井杏実、酒井杏弥

## 参考資料
- 『平成新修旧華族家系大成』 編纂：霞会館華族家系大成編輯委員会 出版：霞会館